# Culiseta melanura
Culiseta melanura är en tvåvingeart som först beskrevs av Daniel William Coquillett 1902.  Culiseta melanura ingår i släktet Culiseta och familjen stickmyggor. Inga underarter finns listade i Catalogue of Life.